# Leo Pieter Stoel
Leo Pieter Stoel (Zuidwolde, 22 augustus 1962) is een Nederlands econoom, politicus en bestuurder. Hij is lid van de VVD. Sinds 16 januari 2020 is hij burgemeester van Ameland.

## Biografie
In 1976 verhuisde Stoel van Delfzijl naar Sneek. Na het vwo studeerde hij economie (doctoraal) en rechten (propedeuse) in Rotterdam. Hij was ook lid van het hoofdbestuur van de JOVD. Van 2011 tot 2014 was hij wethouder van Súdwest-Fryslân en van 2015 tot 2019 Statenlid van Friesland. Tot zijn burgemeesterschap was hij Control & MI Officer bij AEGON Asset Management.
Op 16 januari 2020 werd Stoel burgemeester van Ameland. Op 24 juni 2025 werd hij aanbevolen als burgemeester van De Friese Meren. De verwachting werd dat de installatie op 22 september van dat jaar plaats zal vinden.
Naast het burgemeesterschap werd Stoel lid van de sectie wedstrijdzeilen van de Koninklijke Watersportvereniging Sneek, national judge bij de Watersportverbond en vertrouwenspersoon bij de VVD Fryslân. Hij trouwde en kreeg twee zoons.